# فرودگاه کواتپکو
فرودگاه کواتپکو (به انگلیسی: Coatepeque Airport) یک فرودگاه همگانی با کد یاتا CTF است . این فرودگاه در کشور گواتمالا قرار دارد.